# Avenida Amazonas (Quito)
La avenida Amazonas (también conocida como bulevar Amazonas) es una de las más importantes arterias de tránsito en la ciudad de Quito. Conecta dos zonas importantes puntos de la urbe: el centro turístico y comercial de La Mariscal, en el centro, y el futuro polo de desarrollo empresarial de La Concepción, en el norte.
Es quizá la calle más famosa de la ciudad, su recorrido serpenteante alcanza un aproximado de 7.7 km, aunque en realidad es de 6.9 km lineales entre ambos extremos.
La avenida toma el nombre del río Amazonas, descubierto en 1542 por una expedición salida de la ciudad de Quito, con el conquistador Francisco de Orellana al mando de 220 soldados españoles y cuatro mil indios de las tierras hoy ecuatorianas.

## Ruta
Tradicionalmente el recorrido de la empieza en el centro de la urbe, donde la vía nace en la avenida Patria, y finaliza en el norte de la ciudad, donde confluye con la avenida de La Prensa, junto al Parque Bicentenario.

### Calle Amazonas
Partiendo de la avenida Patria, a los pies del Arco de la Circasiana (que podría considerarse una de sus postales más famosas), la calle recorre primeramente el sector turístico de La Mariscal, en donde es común ver recorrer por sus aceras a cientos de turistas de todas partes del mundo que comparten espacio con apurados oficinistas de la zona y visitantes nacionales que también recorren las calles aledañas. Durante este trayecto, la vía flanqueada por mansiones y palacetes de inicios del siglo XX, pequeñas torres de oficinas construidas en la década de 1980, pequeñas plazas ajardinadas, cafés al aire libre, bares, restaurantes, hoteles de todo tipo y docenas discotecas.
En este tramo, comprendido entre las avenidas Patria y Francisco de Orellana, donde empieza la ciudad moderna, la estructura presenta únicamente dos carriles (uno en cada sentido), por lo que recibe la denominación de calle. Este particular es causado por la estrechez de las vías diseñadas a inicios del siglo XX, cuando todo el sector fue planificado como una ciudad jardín para las clases más acomodadas de la capital ecuatoriana.

### Avenida Amazonas
Abriéndose paso hacia la ciudad moderna, la estructura se ensancha primero a cuatro y luego a seis carriles (tres en cada sentido) con parterre ajardinado central, con lo que toma la denominación de avenida. En el sector de Iñaquito discurre entre el parque La Carolina y los altos edificios del distrito bancario de la capital; avanza hacia el bulevar Naciones Unidas, donde se encuentra el sector comercial más activo de Quito, lleno de centros comerciales, dependencias públicas y restaurantes de comida rápida.
Finalmente, la avenida avanza por la Plaza de Toros Quito hacia el parque Bicentenario, en el sector de La Concepción, donde termina confluyendo con la avenida de La Prensa, junto al Centro de Convenciones Bicentenario.